# Warta
```
Warta
 là một con sông ở trung tâm phía tây của Ba Lan và là một nhánh của 
sông Oder
. 
Chiều dài
 của sông Warta khoảng 795
 
km, đây cũng là con sông dài thứ hai của Ba Lan và đứng thứ ba về tổng 
chiều dài
. [1] Warta có diện tích lưu vực là 54.520
 
km² [1] và nó có thể điều hướng được từ Kostrzyn nad Odrą đến Konin, xấp xỉ bằng một nửa 
chiều dài
 của sông Warta. [2] Sông Warta được kết nối với sông Vistula bởi sông 
Noteć
 và Kênh 
Bydgoszcz
 gần thành phố Bydgoszcz.
```

## Lịch sử
Sông Warta nằm trên cao nguyên Kraków-Częstochowa tại Kromołów ở Zawiercie, tỉnh Silesian, chảy qua các tỉnh Łódź, Greater Poland và Lubusz. Sông Warta đổ vào sông Oder gần Kostrzyn giáp biên giới với Đức.
Người ta cho rằng, người Ba Lan bắt nguồn từ bộ lạc West Slavic, đã từng định cư ở lưu vực Warta vào thế kỷ thứ 8. Sông Warta cũng được đề cập trong khổ thơ thứ hai của quốc ca Ba Lan, "Ba Lan vẫn chưa mất đâu".

## Các thành phố
| - Zawiercie - Myszków - Częstochowa - Działoszyn - Sieradz - Warta - Uniejów - Koło - Konin - Pyzdry - Emrem - Mosina | - Puszchotowo - Luboń - Poznań - Oborniki - Obrzycko - Wronki - Sieraków - Midzychód - Skwierzyna - Gorzów Wielkopolski - Kostrzyn nad Odrą |  |

## Phụ lưu phải

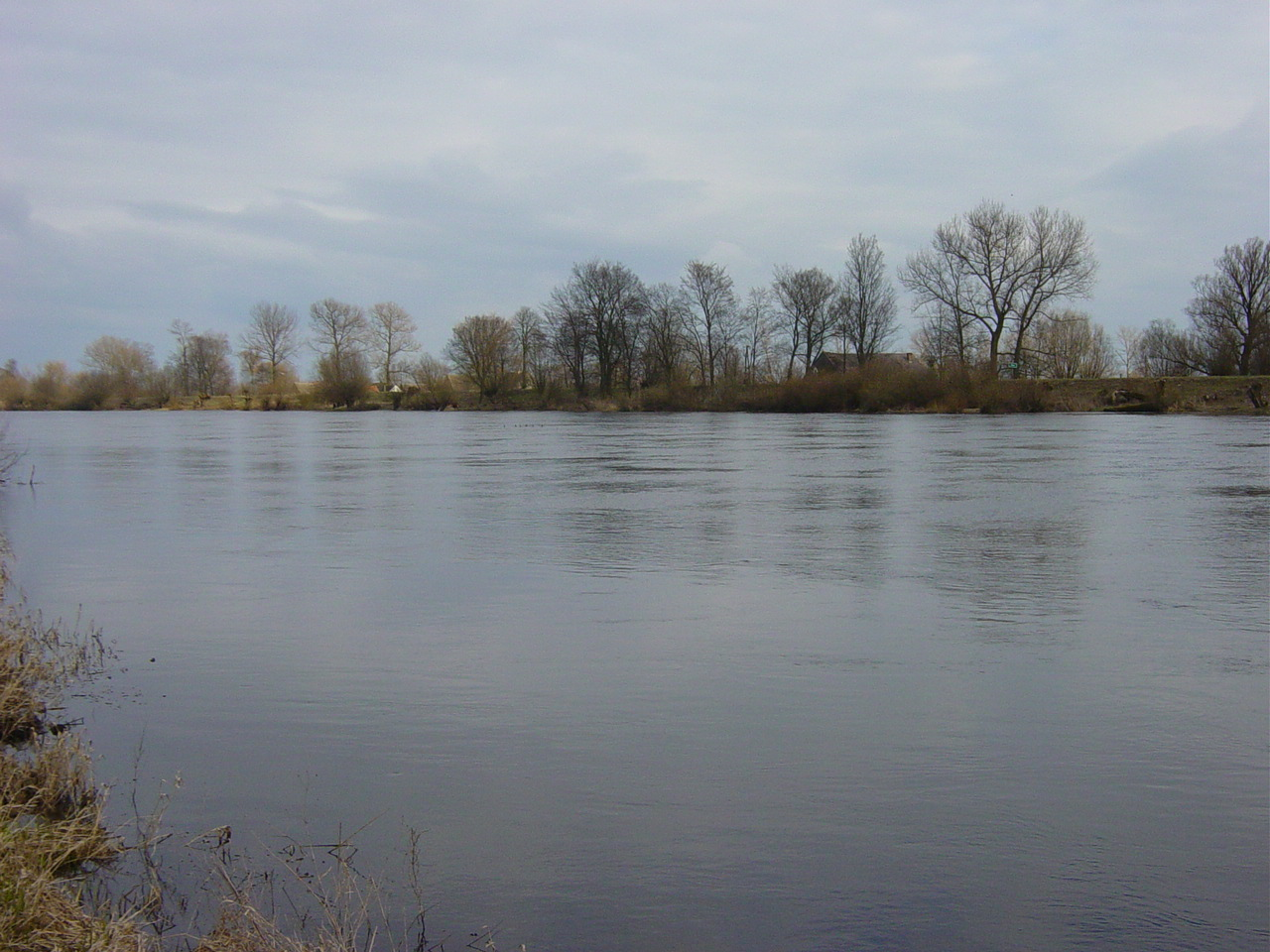
Sông Warta gần Kostrzyn

- Widawka
- Ner
- Wełna
- Noteć

## Phụ lưu trái
- Liswarta
- Prosna
- Obra
- Postomia